# Maestro dell'Altare di Pallant
Il Maestro dell'Altare di Pallant (fl. XV secolo) è stato un pittore anonimo tedesco attivo a Colonia verso il 1429-30.
L'anonimo artista tedesco, punto di partenza per Stephan Lochner, deve il suo nome all'altare a portelle donato, intorno al 1425, dal conte Werner II di Pallant alla parrocchiale di Linnich.
L'altare, ora smembrato, aveva al centro lo scrigno scolpito attualmente conservato in una collezione privata tedesca mentre le portelle sono divise tra Aquisgrana e Berlino.
Si attribuisce inoltre al Maestro un pannello con San Gerolamo, ora all'Alte Pinakothek di Monaco.
| Controllo di autorità | Europeana agent/base/73 |